# 太田資高
太田 資高（おおた すけたか）は、戦国時代の武将。太田資康の次男。太田氏は摂津源氏の流れをくむ。妻は北条氏綱の娘。子に太田康資。

## 生涯
元々は扇谷上杉家の重臣。
大永4年（1524年）に上杉朝興が山内上杉家との和睦締結の為に河越城へ着陣した隙を衝いて北条氏綱が江戸領域に侵攻すると、江戸城の留守を守っていた資高は氏綱に内応し、江戸城は北条家の支配下に入った。資高は氏綱から江戸領攻略のにおける最大の功労者として江戸領の2,000貫文ほどの所領をほぼ安堵され、江戸衆の寄親を務めた。また、北条家の下での江戸城では本城に富永政辰、二の丸に城代の遠山直景が入り、資高は太田道灌ゆかりの香月亭に据えられた。
享禄3年（1530年）までに氏綱の長女と思われる浄心院を後妻に迎え、北条家と婚姻関係を結んだ。翌享禄4年（1531年）には両者の間に嫡子・康資が誕生した。
天文16年（1547年）7月24日に死去した。家督は長男の景資ではなく、北条家の血を引く次男の康資が継いだ。